# Communauté de communes des Terres d'Aurignac
La communauté de communes des Terres d’Aurignac est une ancienne communauté de communes française de la Haute-Garonne.

## Historique
Créée le 14 décembre 1999
Le 1er janvier 2017, de la communauté de communes des Terres d'Aurignac, fusionne avec la communauté de communes du Boulonnais la communauté de communes Nébouzan-Rivière-Verdun, la communauté de communes des Portes du Comminges et la communauté de communes du Saint-Gaudinois pour former la Communauté de communes Cœur et Coteaux du Comminges.

## Communes adhérentes
Liste des communes.
| Nom                      | Code Insee | Gentilé        | Superficie (km2) | Population (dernière pop. légale) | Densité (hab./km2) |
| ------------------------ | ---------- | -------------- | ---------------- | --------------------------------- | ------------------ |
| Aurignac (siège)         | 31028      | Aurignacais    | 17,95            | 1 184 (2014)                      | 66                 |
| Alan                     | 31005      | Alanais        | 11,29            | 324 (2014)                        | 29                 |
| Aulon                    | 31023      | Aulonais       | 14,90            | 333 (2014)                        | 22                 |
| Bachas                   | 31039      | Bachassois     | 2,62             | 65 (2014)                         | 25                 |
| Benque                   | 31063      | Benquois       | 11,30            | 163 (2014)                        | 14                 |
| Boussan                  | 31083      | Boussaniens    | 12,45            | 244 (2014)                        | 20                 |
| Bouzin                   | 31086      | Bouzinois      | 4,27             | 94 (2014)                         | 22                 |
| Cassagnabère-Tournas     | 31109      | Cassagnaberois | 25,24            | 461 (2014)                        | 18                 |
| Cazeneuve-Montaut        | 31134      | Cazeneuvois    | 4,59             | 72 (2014)                         | 16                 |
| Eoux                     | 31168      | Eouxiens       | 9,17             | 117 (2014)                        | 13                 |
| Esparron                 | 31172      | Esparronais    | 5,53             | 61 (2014)                         | 11                 |
| Latoue                   | 31278      | Latois         | 17,62            | 324 (2014)                        | 18                 |
| Montoulieu-Saint-Bernard | 31386      | Montoulieusais | 4,83             | 210 (2014)                        | 43                 |
| Peyrissas                | 31414      | Peyrissans     | 7,82             | 77 (2014)                         | 9,8                |
| Peyrouzet                | 31415      | Peyrouzetois   | 4,88             | 96 (2014)                         | 20                 |
| Saint-André              | 31468      | Andrésiens     | 18,69            | 218 (2014)                        | 12                 |
| Saint-Élix-Séglan        | 31477      | Saint-Élixois  | 2,86             | 44 (2014)                         | 15                 |
| Samouillan               | 31529      | Samouillanais  | 5,33             | 133 (2014)                        | 25                 |
| Terrebasse               | 31552      | Terrebassiens  | 9,56             | 139 (2014)                        | 15                 |

## Démographie
| 1999 | 2006 | 2011  | 2013  |
| ---- | ---- | ----- | ----- |
| -    | -    | 4 300 | 4 355 |

## Administration
| Période        | Période          | Identité           | Étiquette | Qualité          |
| -------------- | ---------------- | ------------------ | --------- | ---------------- |
| 2000           | 6 janvier 2016   | Jean-Luc Guilhot   | PS        | maire d'Alan     |
| 6 janvier 2016 | 31 décembre 2016 | Jean-Michel Losego | PS        | maire d'Aurignac |